# Georg Grüner
Georg Grüner (9 de agosto de 1915 - 11 de março de 1944) foi um oficial alemão que serviu no Deutsches Heer durante a Segunda Guerra Mundial. Foi condecorado com a Cruz de Cavaleiro da Cruz de Ferro com Folhas de Carvalho.

## Condecorações
| Nome                                                             | Data                   |
| ---------------------------------------------------------------- | ---------------------- |
| Cruz de Ferro (1939) 2ª Classe                                   | 5 de outubro de 1939   |
| Cruz de Ferro (1939) 1ª Classe                                   | 10 de julho de 1941    |
| Distintivo de Feridos em Preto                                   |                        |
| Medalha da Frente Oriental                                       |                        |
| Distintivo de Honra do Exército                                  | 29 de setembro de 1941 |
| Cruz Germânica em Ouro                                           | 18 de outubro de 1941  |
| Cruz de Cavaleiro da Cruz de Ferro                               | 25 de novembro de 1941 |
| Cruz de Cavaleiro da Cruz de Ferro com Folhas de Carvalho nº 436 | 26 de março de 1944    |